# Benhar (Nouvelle-Zélande)
Pour les articles homonymes, voir Benhar.
Benhar est une localité située dans la région du Southland dans l’Île du Sud de la Nouvelle-Zélande.

## Situation
Elle est localisée à cinq kilomètres à l’est de la ville de Balclutha dans le secteur de South Otago, tout près du petit lac Tuakitoto (en).

## Activité économique
La ville de Benhar fut autrefois le site de la plus importante fabrique de porcelaine domestique de Nouvelle-Zélande, qui ferma en 1980.